# Center for Retailing vid Handelshögskolan i Stockholm

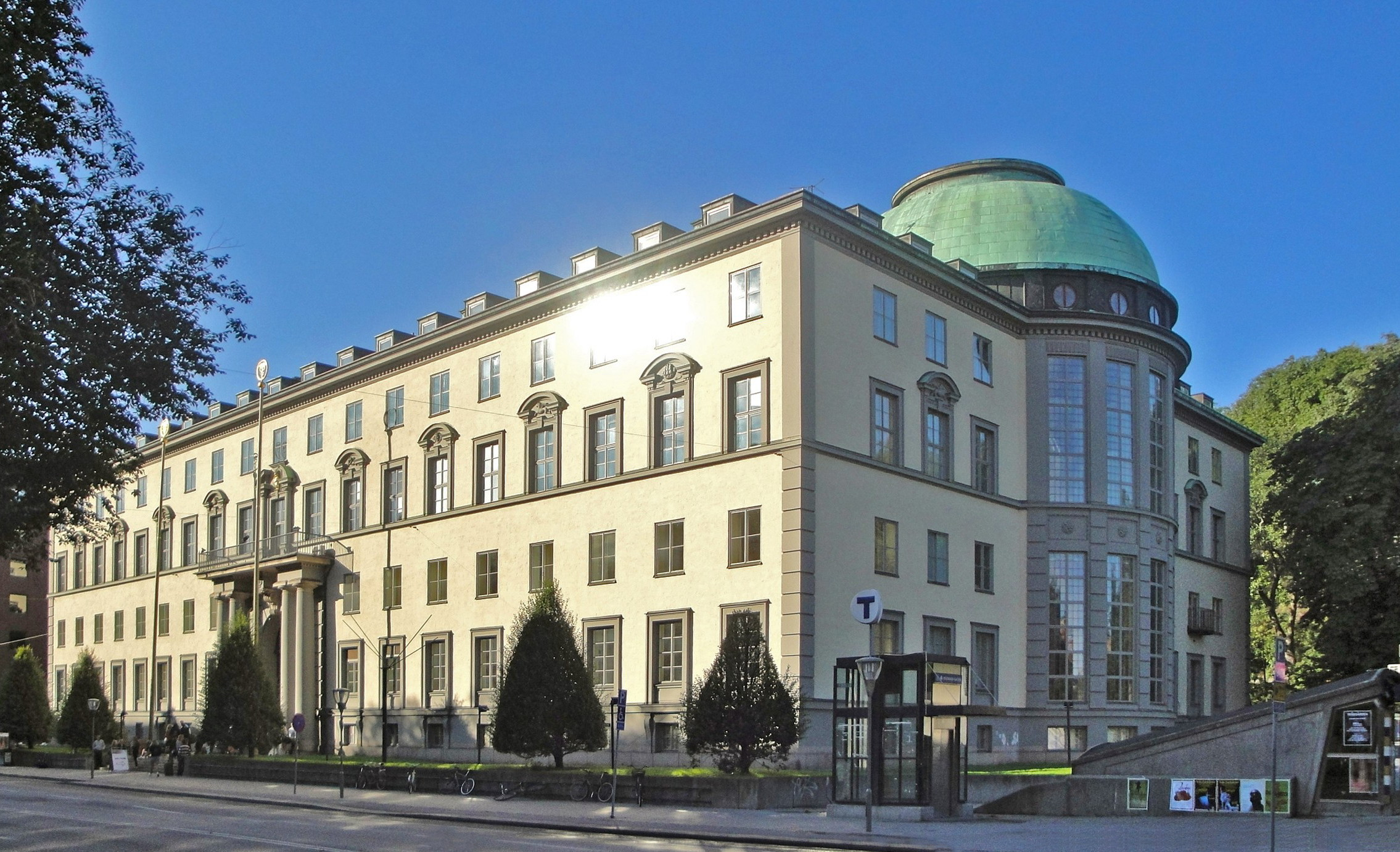
Center for Retailing vid Handelshögskolan i Stockholm AB är ett utbildningsföretag under Handelshögskolan i Stockholm

Center for Retailing vid Handelshögskolan i Stockholm AB var ett utbildningsföretag ursprungligen beläget i Norrtälje, under Handelshögskolan i Stockholm, sedan 2015 placerat i Stockholm.  
Företaget bildades i december 2010 och bedrev forskning och utbildningsverksamhet i detaljhandelssektorn på Campus Roslagen. Den akademiska utbildningen vid Nordiska detaljhandelshögskolan, ett 3-årigt ekonomie kandidatprogram kallat BSc in Retail Management, fortsätter i Handelshögskolans regi. 
Idag bedriver Center for Retailing forskning och utbildning vid Handelshögskolan i Stockholm. Centret leds av Professor Sara Rosengren.  